# Caso ergativo
El caso ergativo es un caso gramatical que se emplea en lenguas ergativo-absolutivas (EA) para marcar el sujeto de un verbo transitivo. En estas lenguas, el sujeto de verbo intransitivo y el objeto de un verbo transitivo por el contrario suelen marcarse con el caso absolutivo. 
El sistema de marcaje del caso anteriormente descrito es junto con el sistema nominativo-acusativo (NA) uno de los grandes sistemas mínimos del marcaje de caso para el agente y el paciente. Ambos sistemas son mínimos porque ambos requieren solo dos marcas para tres posibles papeles temáticos:
1. El "sujeto intransitivo" de una predicación intransitiva.
2. El "agente" de una predicación transitiva.
3. El "paciente" de una predicación transitiva.

El sistema EA usa la misma marca para 1 y 3 y otra diferente para 2, mientras que el sistema NA usa la misma marca para 1 y 2 y otra marca para 3.
Sin embargo, la situación en las lenguas naturales es algo complicada, porque muchas lenguas presentan ergatividad escindida; de hecho, usan el sistema de marcaje de tipo ergativo-absolutivo (EA) en combinación con un sistema de marcaje de tipo nominativo-absolutivo (NA). El uso del sistema EA o NA no es arbitrario, sino que está fijado. Así, muchas lenguas australianas usan un sistema en el sistema pronominal y el otro con sustantivos plenos.

## Ejemplos
Entre las lenguas ergativas, se encuentran:
- el vasco
- las lenguas mayas
- las lenguas bereberes[cita requerida]
- el kurmanji (una lengua kurda)
- el georgiano
- el kalaallisut (en Groenlandia)
- el hurrita
- el sumerio

En el caso del euskera, esta caracterización la marca la terminación -k, y se distinguen variantes, según el número gramatical:
- Mugagabea (indefinido): terminaciones -k, para palabras terminadas en vocal, y -ek, para las terminadas en consonante. Este número gramatical se emplea generalmente para declinar palabras empleadas en ciertas preguntas en las que no se define completamente quién o qué hace la acción, para declinar palabras que están afectadas por numerales (con excepciones) y para declinar los nombres propios.
  - Edonork lagun dezake orri hauetan idazten: cualquiera (edonor + -k) puede ayudar (lagun dezake) escribiendo (idazten) en estas (hauetan) páginas (orri).
  - Ramonek erosi du: Ramón (Ramon + -ek) lo ha comprado (erosi du).
  - Bi emakumek etxea erosi dute: dos mujeres (bi emakume + -k) han comprado (erosi dute) la casa (etxe + -a).
- Mugatu singularra (definido singular): la terminación es siempre -ak. Este caso se usa cuando el núcleo del sujeto es singular.
  - Gizonak etxea erosi du: el hombre (gizon + -ak) ha comprado (erosi du) la casa (etxe + -a).
- Mugatu plurala (definido plural): la terminación es siempre -ek. Este caso se usa cuando el núcleo del sujeto es plural y en algunos casos en los que el núcleo, conocido en el contexto dado, está afectado por un numeral.  
  - Emakumeek etxea erosi dute: las mujeres (emakume + -ek) han comprado (erosi dute) la casa (etxe + -a).
  - Bi emakumeek etxea erosi dute: las dos mujeres (bi emakume + -ek) han comprado (erosi dute) la casa (etxe + -a).
- Plural hurbila (plural cercano): la terminación es siempre -ok, y se utiliza bien para indicar cercanía del emisor —o de los emisores— con respecto a lo que se está refiriendo, porque se incluye(n) en ese grupo, o bien cuando el grupo está próximo, pero sin incluir al emisor —o a los emisores—[1]
  - Gizonok etxea erosi dugu: (Nosotros) Los hombres hemos comprado la casa.
  - Gizonok etxea erosi dute: Estos hombres (cercanos o señalados) han comprado la casa.